# Bill Wheatley
William John Wheatley, detto Bill (Gypsum, 5 luglio 1909 – El Cerrito, 5 febbraio 1992), è stato un cestista e allenatore di pallacanestro statunitense.

## Carriera
Ha vinto la medaglia d'oro con la nazionale di pallacanestro degli Stati Uniti alle Olimpiadi di Berlino 1936, giocando due gare.

## Palmarès
- Torneo Olimpico: 1
Stati Uniti: 1936